# مشهد ابن أبي العشائر
ضريح أبي السعود بن أبي العشائر، هو أحد المساجد التي أنشئت في عصر الدولة الأيوبية في مصر. يقع بسفح جبل المقطم بجوار جامع السادات الوفائية.

## وصفه
عبارة عن حجرة مربعة في أركانها الأربعة مقرنصات كبيرة تقوم عليها رقبة بها أربعة نوافذ وعلى الرقبة أقيمت قبة ضحلة سقط معظمها.

## وصلات خارجية
- آثار القاهرة الإسلامية نسخة محفوظة 31 مايو 2014 على موقع واي باك مشين.